# Enora
 (octobre 2015).
Si vous disposez d'ouvrages ou d'articles de référence ou si vous connaissez des sites web de qualité traitant du thème abordé ici, merci de compléter l'article en donnant les références utiles à sa vérifiabilité et en les liant à la section « Notes et références ».
Enora ou Enori est un prénom féminin, fêté le 14 octobre.

## Étymologie
Enora ou Enori est une forme bretonne de Honora, variante ancienne de Honorée, issu du féminin latin Honorata. Cette forme dérive du nom d'homme latin Honoratus, lui-même formé à partir du participe passé du verbe honorare, qui signifie « rendre hommage », dérivé de honor, « charge importante ». 

## Occurrence

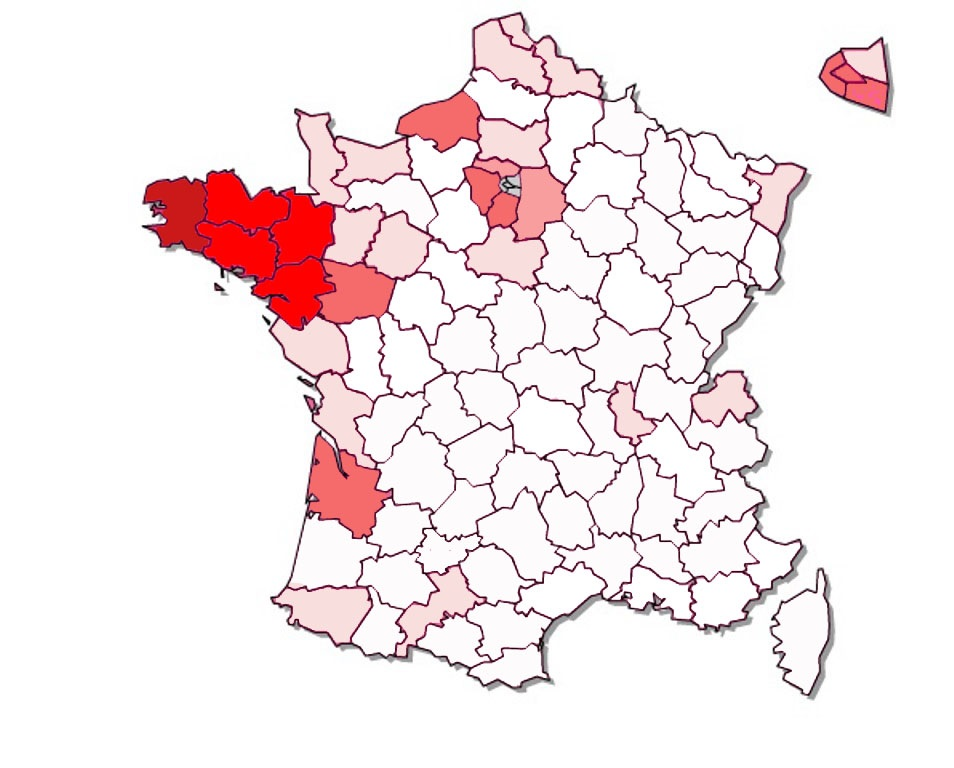

En 2022, environ 16422 françaises portent ce prénom. Son année record d'attribution est 2013, avec 1390 naissances. Il se place au 275e rang du palmarès 2020. 247 Enora sont nées en 2022. 
Le Finistère est le département où ce prénom est le plus porté[réf. nécessaire].

### Top 5 des départements ou le prénom est le plus porté
| Départements          | Nombre de femmes portant le prénom Enora |
| Finistère (29)        | 959                                      |
| Ille-et-Vilaine (35)  | 782                                      |
| Morbihan (56)         | 640                                      |
| Côtes-d'Armor (22)    | 525                                      |
| Loire-Atlantique (44) | 476                                      |
| --------------------- | ---------------------------------------- |

## Patronyme

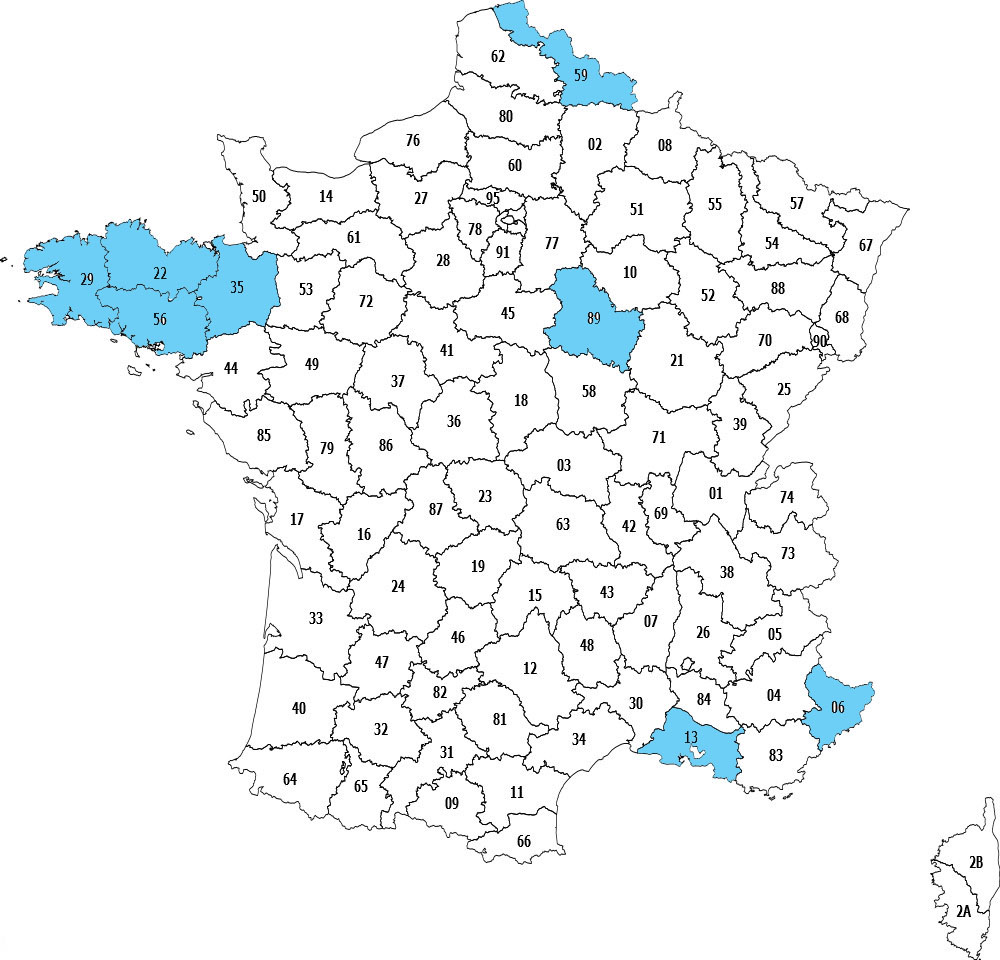

Le patronyme Enora est répertorié dans 9 départements Français.
| Départements          | Classement nom dans la région | Nombre de personnes portant ce nom |
| Ille-et-Vilaine (35)  | 2 534e                        | 81 pers                            |
| Yonne (89)            | 3 449e                        | 45 pers                            |
| Côtes-d'Armor (22)    | 3 660e                        | 45 pers                            |
| Morbihan (56)         | 4 699e                        | 41 pers                            |
| Finistère (29)        | 7 965e                        | 43 pers                            |
| Bouches-du-Rhône (13) | 14 391e                       | 60 pers                            |
| Alpes-Maritimes (06)  | 14 952e                       | 33 pers                            |
| Nord (59)             | 19 214e                       | 53 pers                            |
| Côte-d'Or (21)        |                               | 1 pers                             |
| --------------------- | ----------------------------- | ---------------------------------- |

## Saintes chrétiennes

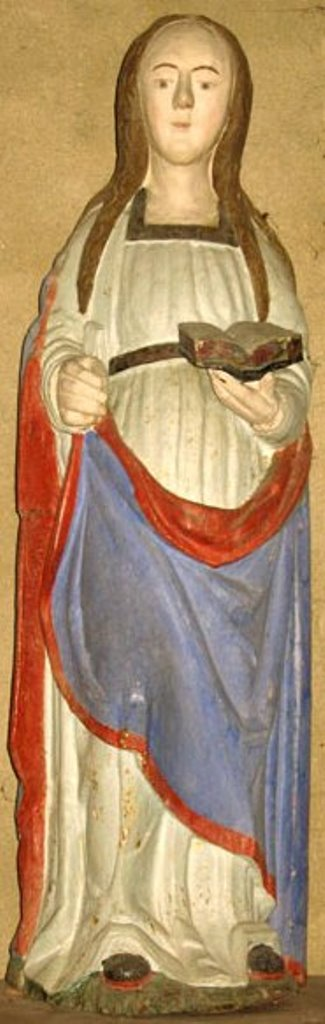
Statue de Sainte Enora à l'église Saint Efflam de Plestin-les-Grèves.

Enora (VIIe siècle), ou Henora, ou Honora, ou Enor, princesse galloise (irlandaise ou saxonne selon les différentes écritures de la légende), se fiance à Saint Efflamm qui a fait vœu de chasteté et qui lui propose de vivre comme frère et sœur pour se consacrer à Dieu. Le soir de leurs noces, Efflamm ressent un tel trouble devant la beauté d'Enora qu'il doit s'enfuir pour ne pas succomber et s'installe près de Plestin-les-Grèves (dans le Trégor) où il fonde un ermitage. Peu après, Enora rejoint son époux en traversant la Manche dans un coracle en cuir qui s'échoue au Yaudet. Son époux lui fait bâtir une cellule non loin de la sienne. Le couple se consacre à la religion jusqu'à leur mort.
Sainte Enora a sa statue à Plestin-les-Grèves, à Dinard et à Trézény dans les Côtes-d'Armor.
Sainte Enora est fêtée le 14 octobre. Calendrier breton des saints. 